# Van Heemskerckstraat 75 (Groningen)
Het pand Van Heemskerckstraat 75 in Groningen is een monumentale villa aan de westrand van de Zeeheldenbuurt in deze stad.

## Beschrijving

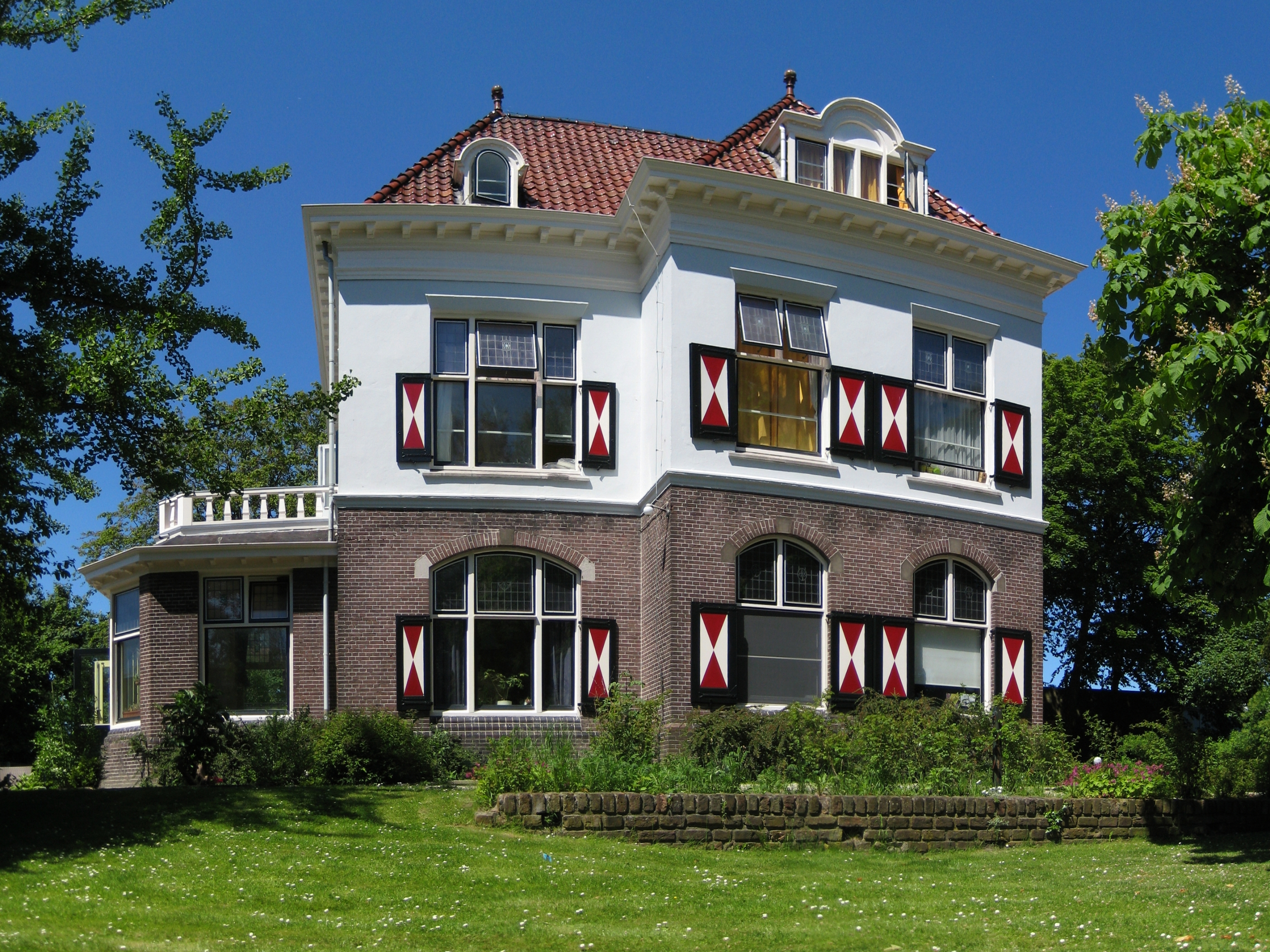
De voorgevel van de villa (2010)

De vrijstaande villa werd in 1915 gebouwd als directeurswoning in opdracht van de Coöperatieve Friesch-Groningsche Beetwortelsuikerfabriek, een voorloper van de Suiker Unie. Het ontwerp was van de hand van de Groninger architect Gerrit Nijhuis (1860-1940). Het pand, dat is gebouwd in een traditionele stijl met Um 1800-elementen, werd later verbouwd tot school en is inmiddels in gebruik als opvangtehuis.
De ten dele onderkelderde villa, die is gebouwd op een in essentie vierkante grondvorm, bestaat uit twee bouwlagen onder een afgeknot schilddak, dat is belegd met rood geglazuurde dakpannen. Op de nokken zijn rode pironnen geplaatst. In de dakschilden bevinden zich karakteristieke dakkapellen met gebogen frontons. De gevels zijn op de begane grond uitgevoerd in roodbruine baksteen en op de bovenverdieping gepleisterd. Ze worden afgesloten door een houten bakgoot, die op klossen rust. Het rechterdeel van de op het zuidoosten gelegen voorgevel bestaat uit een uitspringend risaliet. De vensters op de begane grond zijn afgesloten door segmentbogen met rollagen en hebben natuurstenen aanzet- en sluitstenen. De bovenlichten zijn uitgevoerd in fijnmazig en gekleurd glas in lood. Op de bovenverdieping zijn de vensters rechtgesloten. De onderste helften van alle vensters zijn voorzien van rood-wit-groen geschilderde houten luiken. In de noordoostelijke zijgevel bevindt zich de ingang van de villa. Deze bestaat uit een portiek met een trap en een glazen afdak, dat rust op houten kolommen. Aan de zuidwestelijke gevel is een vijfzijdige serre aangebouwd met daarboven een balkon.
De villa is aangewezen als rijksmonument, mede vanwege "zijn oorspronkelijke bestemming als fabrikantenvilla bij de suikerfabriek" en daarmee zijn "betekenis voor de sociaal-economische geschiedenis van de stad Groningen".